# Lauerzersee
Der Lauerzersee befindet sich im Kanton Schwyz zwischen Vierwaldstättersee und Zugersee. Mit seiner maximalen Wassertiefe von 14 m gehört er zu den flachsten Seen der Schweiz.

## Geographie
Eingebettet ist der Lauerzersee zwischen Steinerberg, Rigi und dem Kleinen und Grossen Mythen.
Nahe dem Südufer liegen die beiden kleinen Inseln des Sees: Schwanau (5'728 m²) und  Roggenburg (750 m²; unbewohnt).
Im Sommer kann im See gebadet werden. Öffentliche Seebäder gibt es in Seewen, Lauerz und Steinen.
Friert der See zu, bilden sich unter dem Eis häufig Faulgas-Blasen, die seit Jahrzehnten von der örtlichen Jugend durch Löcher im Eis abgefackelt werden.

### Zuflüsse
- Zuflüsse des Lauerzersees

## Geschichte
Der Name des Sees stammt von der gleichnamigen Ortschaft Lauerz.
Eine Flutwelle, die durch den Bergsturz von Goldau im Jahre 1806 ausgelöst wurde, zerstörte den gesamten westlichen Dorfkern; 457 Menschen kamen dabei ums Leben.
Eine frühere Schreibweise war «Lowerzer See».

## Hochwasser
Seit dem Pfingsthochwasser 1999 und dem Alpenhochwasser 2005 bestehen Bestrebungen, durch einen Tunnelbau zum Vierwaldstättersee den Wasserstand zu regulieren. Campingplätze und weitere Infrastrukturen werden bei Hochwasser immer wieder überschwemmt, wie z. B. während des Hochwassers in Süddeutschland 2024.

## Bilder

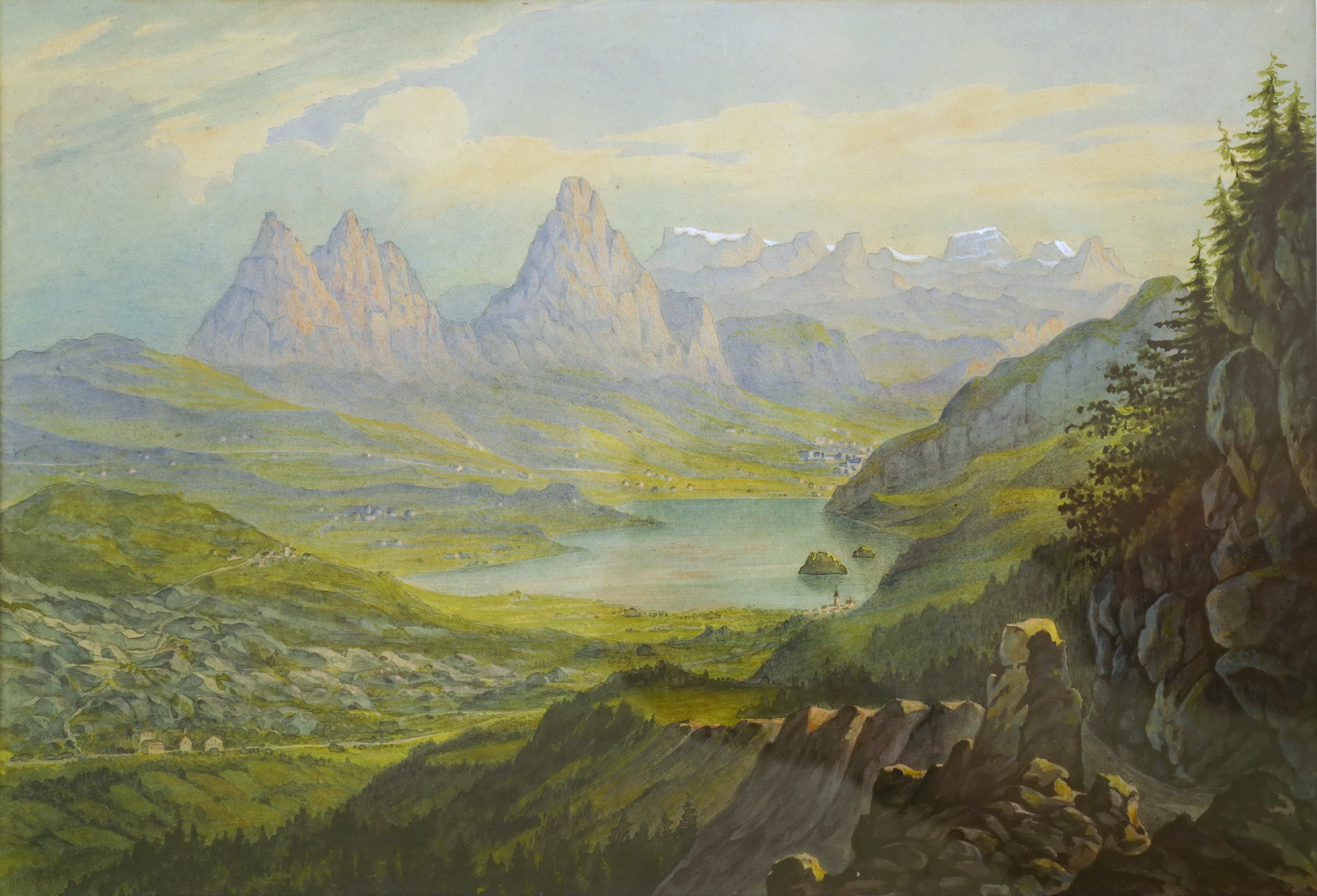
Lauerzersee und Mythen um 1880, mit Geröll des Bergsturzes.  Aquarell von Heinrich Müller.
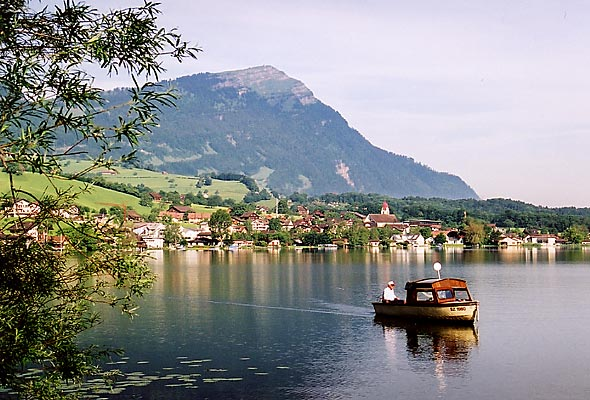
Lauerz am Lauerzersee mit Rigi
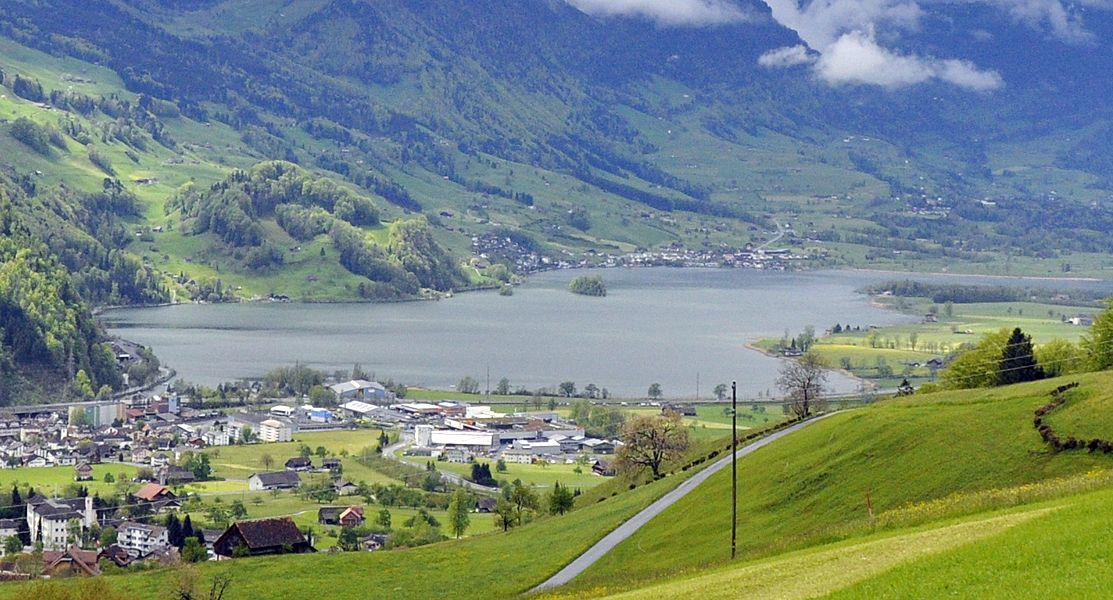
Lauerzersee, Gesamtansicht